# كورتني آدامز
كورتني آدامز (بالإنجليزية: Courtney Adams)‏ هو رسام أمريكي، ولد في 5 يونيو 1981 في هيوستن في الولايات المتحدة.